# Rupt de Mad
Rupt de Mad – rzeka we Francji, przepływająca przez teren departamentu Meurthe i Mozela, o długości 54,6 km. Stanowi dopływ rzeki Mozela.